# Каташин (Винницкая область)
Каташи́н (укр. Каташин) — село в Чечельницком районе Винницкой области Украины.
Возле села расположен остановочный пункт Каташин узкоколейной железной дороги Рудница — Голованевск.
Население по переписи 2001 года составляет 793 человека. Почтовый индекс — 24812. Телефонный код — 4351.
Занимает площадь 2,47 км².

## Экономика
- молочная ферма[1] и молокозавод[2].

## Адрес местного совета
24812, Винницкая область, Чечельницкий район, с. Каташин, ул. Ленина, 68